# Huberia consimilis
Huberia consimilis är en tvåhjärtbladig växtart som beskrevs av José Fernando Andrade Baumgratz. Huberia consimilis ingår i släktet Huberia och familjen Melastomataceae. Inga underarter finns listade i Catalogue of Life.